# 오카모토 쇼세이
오카모토 쇼세이(일본어: 岡本 將成, 2000년 4월 7일~)는 일본의 축구 선수이다.

## 구단 경력
그는 2018년 J2리그의 알비렉스 니가타에 입단했다. 2020년 8월 J3리그의 가고시마 유나이티드 FC로 임대 이적했다. 2021년 알비렉스 니가타로 복귀했다. 2021년 8월 미토 홀리호크로 임대 이적했다. 2022년 J3리그의 가고시마 유나이티드 FC로 임대 이적했다. 2023년 J3리그 준우승으로 J2리그로 승격했다. 2024년까지 가고시마 유나이티드 FC에서 88경기에 출전. 2025년 J1리그의 알비렉스 니가타로 복귀했다.